# 車ドゥリ
チャ・ドゥリ （チャ・ドゥリ, 차두리, 1980年7月25日 - ） は、韓国の元サッカー選手、現サッカー指導者。元韓国代表。現役時代のポジションはディフェンダー、ミッドフィールダー、フォワード。

## 経歴

### 生い立ち
韓国サッカー史上最高の選手とも言われる車範根（チャ・ボングン）の実子。父・範根がブンデスリーガのアイントラハト・フランクフルトでプレーしていた1980年にドイツのフランクフルト・アム・マインで生まれた。のちに父が現役を退いた1989年までドイツで過ごす。

### クラブ
2002 FIFAワールドカップ終了後、アルミニア・ビーレフェルトとプロ選手契約。1年間プレーした後、2003年に生まれ故郷でありかつて父が所属していたアイントラハト・フランクフルトに移籍した。また2005年の2月に中田英寿、ジネディーヌ・ジダンらが参加して行われた『スマトラ沖地震被災者支援チャリティーマッチ』では、親善試合ながら強烈なミドルシュートも決めている。2006-07シーズンは1.FSVマインツ05でプレーしていたが出場機会に恵まれず2007年6月に2部リーグのTuSコブレンツに移籍。2009-2010シーズンからは、1部に昇格したばかりのSCフライブルクに移籍。
2010年7月、英国の労働ビザ取得を前提としてセルティックFCと2年契約（1年の延長オプション付き）を結んだ。
2012年6月、ブンデスリーガ1部に昇格したフォルトゥナ・デュッセルドルフに完全移籍しドイツに復帰した。
2013年2月、フォルトゥナ・デュッセルドルフとの契約を解除した。同年3月25日、Kリーグ・FCソウルと契約し、初めて韓国のプロクラブでプレーしている。
2015年シーズンをもって現役を引退した。

### 代表
高麗大学校に在籍していた2001年、韓国代表チームとの練習試合に出場した際、当時の代表監督フース・ヒディンクに見出され、程なくして2002 FIFAワールドカップに臨む韓国代表メンバーにアマチュア選手ながら選出された。本大会ではレギュラーメンバーではなかったものの、主にウイングのポジションで計4試合に出場し、韓国チームの大会ベスト4進出という快挙を経験した。
2009年10月14日のセネガル戦では、3年ぶりとなる代表復帰を果たし、2010 FIFAワールドカップにも出場した。AFCアジアカップ2011のウズベキスタンとの3位決定戦では欠場したパク・チソンに代わり、初めてキャプテンを務めた。
2014年12月2日、AFCアジアカップ2015を最後に代表から引退することを表明した。

### 指導者
選手引退後は韓国代表コーチやFCソウルU-18チームである五山高等学校サッカー部監督を務め、ユルゲン・クリンスマンが監督を務めていた時期の韓国代表では参謀としてクリンスマンとドイツ語で意思疎通を図る役割を担っていたとされる。
2024年12月24日、Kリーグ2加入承認を受けた華城FCの監督に就任することが正式に発表された。この時点でKリーグクラブで指揮を執るために必要となるKFA P級ライセンスを所持していなかったが、大韓サッカー協会の規定では監督選任後2ヶ月以内に取得すれば指揮が可能であり、華城FC関係者によればP級ライセンス講習を受講中とのことであった。

## 人物
名の「ドゥリ」とは朝鮮語で「2つ／2番目」という意味であり、生まれた順番によってつけられたものであるが（姉はハナ:1つ、弟はセチ:3つ）、韓国では本来は使われない珍しい名前である。また固有語なので漢字表記もないが、中国語では「杜里」と表記している。
ドイツ生まれだが、ドイツも韓国も法律的に血縁による国籍の取得だけを認めているため、ドイツ国籍は持っていない。2008年に1歳年上の韓国人女性と結婚した。2010年2月に娘が生まれた。

## エピソード
- フランクフルト時代、自軍のチャンスを潰すことから“チャンスキラー”と呼ばれており、入れ替わるように加入した高原直泰も結果を出すまで“第2のチャンスキラー”という懐疑的な目で見られていた。[7]
- 口数が多いことから“ラジオ”という愛称がある[1]。
- AFCアジアカップ2011準決勝、日本対韓国にて、キ・ソンヨンが得点の際に猿の物真似をするという人種差別的パフォーマンスをして問題とされた後には、スコットランド人がキ・ソンヨンに対し猿のマネで差別的行動をしたためであると報告し、その件について、車ドゥリはスコットランド人がキ・ソンヨンに対して猿のマネをして差別的な行動を取ったと話した[8]。しかし、スコットランドでは、セルティックFCの相手チームのファンが取った行動は猿ではなく、韓国で伝統的に食される犬の鳴き声をマネたものであると報道された[9]。

## 所属クラブ
- 1999年 - 2002年 高麗大学校
- 2002年 - 2003年 アルミニア・ビーレフェルト
- 2003年 - 2006年 アイントラハト・フランクフルト
- 2006年 - 2007年 1.FSVマインツ05
- 2007年 - 2009年 TuSコブレンツ
- 2009年 - 2010年 SCフライブルク
- 2010年 - 2012年 セルティックFC
- 2012年 - 2013年 フォルトゥナ・デュッセルドルフ
- 2013年 - 2015年 FCソウル

## 個人成績
| 国内大会個人成績 | 国内大会個人成績 | 国内大会個人成績 | 国内大会個人成績 | 国内大会個人成績 | 国内大会個人成績 | 国内大会個人成績 | 国内大会個人成績         | 国内大会個人成績 | 国内大会個人成績 | 国内大会個人成績 | 国内大会個人成績 |
| 年度             | クラブ           | 背番号           | リーグ           | リーグ戦         | リーグ戦         | リーグ杯         | リーグ杯                 | オープン杯       | オープン杯       | 期間通算         | 期間通算         |
| 年度             | クラブ           | 背番号           | リーグ           | 出場             | 得点             | 出場             | 得点                     | 出場             | 得点             | 出場             | 得点             |
| ドイツ           | ドイツ           | ドイツ           | ドイツ           | リーグ戦         | リーグ戦         | リーグ杯         | リーグ杯                 | DFBポカール      | DFBポカール      | 期間通算         | 期間通算         |
| ---------------- | ---------------- | ---------------- | ---------------- | ---------------- | ---------------- | ---------------- | ------------------------ | ---------------- | ---------------- | ---------------- | ---------------- |
| 2002-03          | ビーレフェルト   | 7                | ブンデス1部      | 21               | 1                | -                | -                        | 2                | 0                | 23               | 1                |
| 2003-04          | フランクフルト   | 11               | ブンデス1部      | 31               | 1                | -                | -                        | 2                | 0                | 33               | 1                |
| 2004-05          | フランクフルト   | 11               | ブンデス2部      | 29               | 8                | -                | -                        | 3                | 1                | 32               | 9                |
| 2005-06          | フランクフルト   | 11               | ブンデス1部      | 27               | 3                | -                | -                        | 3                | 0                | 30               | 3                |
| 2006-07          | マインツ         | 2                | ブンデス1部      | 12               | 0                | -                | -                        | 1                | 0                | 13               | 0                |
| 2007-08          | コブレンツ       | 22               | ブンデス2部      | 28               | 1                | -                | -                        | 0                | 0                | 28               | 1                |
| 2008-09          | コブレンツ       | 22               | ブンデス2部      | 33               | 2                | -                | -                        | 1                | 0                | 34               | 2                |
| 2009-10          | フライブルク     | 6                | ブンデス1部      | 23               | 1                | -                | -                        | 2                | 0                | 25               | 1                |
| スコットランド   | スコットランド   | スコットランド   | スコットランド   | リーグ戦         | リーグ戦         | S・リーグ杯      | S・リーグ杯              | スコティッシュ杯 | スコティッシュ杯 | 期間通算         | 期間通算         |
| 2010-11          | セルティック     | 11               | SPL              | 17               | 1                | 1                | 0                        | 1                | 0                | 19               | 1                |
| 2011-12          | セルティック     | 11               | SPL              | 14               | 1                | 1                | 0                        | 2                | 0                | 17               | 1                |
| ドイツ           | ドイツ           | ドイツ           | ドイツ           | リーグ戦         | リーグ戦         | リーグ杯         | リーグ杯                 | DFBポカール      | DFBポカール      | 期間通算         | 期間通算         |
| 2012-13          | デュッセルドルフ | 22               | ブンデス1部      | 10               | 0                | -                | -                        | 1                | 0                | 11               | 0                |
| 韓国             | 韓国             | 韓国             | 韓国             | リーグ戦         | リーグ戦         | リーグ杯         | リーグ杯                 | FA杯             | FA杯             | 期間通算         | 期間通算         |
| 2013             | FCソウル         | 5                | Kリーグ          | 30               | 0                | -                | -                        | 0                | 0                | 30               | 0                |
| 2014             | FCソウル         | 5                | Kリーグ          | 28               | 0                | -                | -                        | 4                | 0                | 32               | 0                |
| 2015             | FCソウル         | 5                | Kリーグ          | 24               | 2                | -                | -                        | 3                | 0                | 27               | 2                |
| 通算             | ドイツ           | ドイツ           | ブンデス1部      | 125              | 6                | -                | -                        | 11               | 0                | 136              | 6                |
| 通算             | ドイツ           | ドイツ           | ブンデス2部      | 90               | 11               | -                | -                        | 4                | 1                | 94               | 12               |
| 通算             | スコットランド   | スコットランド   | SPL              | 31               | 2                | 1                | 0\|\|\|3\|\|0\|\|35\|\|2 |                  |                  |                  |                  |
| 通算             | 韓国             | 韓国             | Kリーグ          | 82               | 2                | -                | -                        | 7                | 0                | 89               | 2                |
| 総通算           | 総通算           | 総通算           | 総通算           | 328              | 21               | 3                | 0                        | 24               | 1                | 354              | 22               |

## 代表歴

### 出場大会
- 韓国代表
  - 2002 FIFAワールドカップ
  - 2010 FIFAワールドカップ

### 試合数
- 国際Aマッチ 75試合 4得点（2001年-2015年）[10]

| 韓国代表 | 国際Aマッチ | 国際Aマッチ |
| 年       | 出場        | 得点        |
| -------- | ----------- | ----------- |
| 2001     | 3           | 0           |
| 2002     | 16          | 1           |
| 2003     | 4           | 0           |
| 2004     | 9           | 3           |
| 2005     | 5           | 0           |
| 2006     | 1           | 0           |
| 2007     | 0           | 0           |
| 2008     | 0           | 0           |
| 2009     | 3           | 0           |
| 2010     | 10          | 0           |
| 2011     | 13          | 0           |
| 2012     | 0           | 0           |
| 2013     | 0           | 0           |
| 2014     | 5           | 0           |
| 2015     | 6           | 0           |
| 通算     | 75          | 4           |